# ندرومة
ندرومة ( بالأمازيغية: ⵏⴰⴷⵔⵓⵎⴰ ) مدينة وبلدية بدائرة ندرومة في ولاية تلمسان، في شمال غرب الجزائر، على بعد 77 كيلومترا (48 ميل) من تلمسان. بناها عبد المؤمن بن علي الموحد. ولها تاريخ إسلامي عظيم، يحتوى جامعها الكبير على آخر منبر مرابطي متبقي. أصبحت ندرومة موقع تراث عالمي لدى اليونسكو في عام 2002 لأهميتها الثقافية.
استقبلت ندرومة عدد كبير من اللاجئين الأندلسيين والموريسكيون، وتحتوي على آثار كأسوار القصبة كما انها كانت مركز عيش العديد من العائلات الأندلسية.

## معنى الاسم
نَدرومة من اللغة الأمازيغية نْدوما التي تعني: « مدينة تقع في وادي موسع عند سفح منحدر».
حسب تأصيل ليون الإفريقي قول أن ند-روما أي منافس روما هو تأصيل كاذب، خاصة أنه لم يُعثر على أي بقايا رومانية أو نقش في ندرومة.
يرجع البعض أن أصلها «نَظْرُلْمَا بمعنى نظروا للماء» وهذه العبارة نطق بها الفرسان العرب القادمين من تلمسان لما رأوا ماء البحر.

## جغرافيا
تقع أراضي بلدية ندرومة شمال غرب الجزائر. وهي عاصمة سلسلة جبال ترارا.

### الهيدروغرافيا
تقع ندرومة على ارتفاع 650 م، وتقع على المنحدر الشمالي من جبل فلاوسن في جبال ترارا، واحدة من جبال الأطلس التلي في أقصى الغرب.

### المناخ
المناخ في ندرومة دافئ وومعتدل. يبلغ معدل هطول الأمطار السنوي حوالي 400 مم، متوسط درجة الحرارة السنوي هو 16.9 درجة مئوية في العام.

### مناطق البلدية
في عام 1984، تشكلت بلدية ندرومة من المناطق التالية:
- ندرومة
- خوريبة
- زاوية اليعقوبي
- جبابرة
- Kaïbia
- دار بن فارس
- أولاد داود
- سيدي داود
- ولاد محمد
- ستور
- ولاد بن حيتي
- مولاد أحمد
- ولاد عيشو
- ملالة
- الكحلة
- ولاد مفتاح
- دار بن زرقا
- العسة
- عين زبدة
- سيدي بوحجة
- Erouita
- ولاد براحو
- قصبة

## تاريخ

### قبل التاريخ
كانت المنطقة القريبة من ندرومة مأهولة بالسكان خلال العصر الحجري الحديث، وهو ما يتجلى في اكتشاف محاور مصقولة في كهوف بودغين، من طرف ج. بليشر عام 1875.

### العصر الإسلامي
ذكر اليعقوبي مدينة ندرومة في كتابه البلدان قائلا «..وآخر مملكة بني محمد بن سليمان عبد الله بن الحسن بن الحسن مدينة فالوسن وهي مدينة عظيمة أهلها بطون البربر...»  وأشار كذلك أن ندرومة حلت محلها لينتقل اسم فلوسن إلى الجبل المحاذي لها.
يرجع البعض أن أصلها «نَظْرُلْمَا بمعنى نظروا للماء» وهذه العبارة نطق بها الفرسان العرب القادمين من تلمسان لما رأوا ماء البحر.

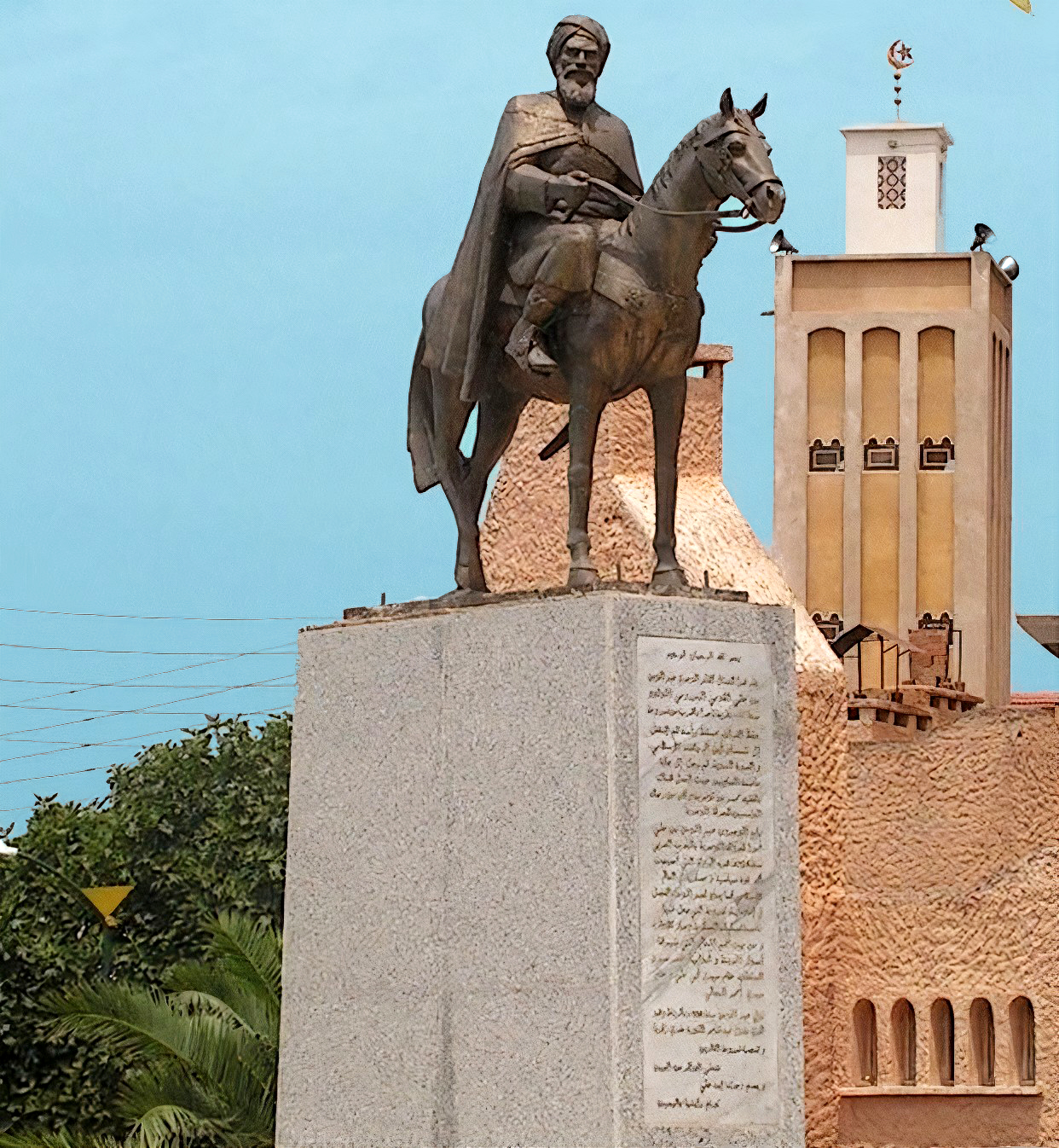
تمثال عبد المؤمن بن علي بوسط المدينة

في القرن الثاني عشر، قدم الجغرافي أبو عبيد الله البكري وصفا موجزا لمدينة ندرومة، ودعاها « مدينة » بقوله«و مدينة ندرومة هي في طرف جبل تاجرا، وغربيها وشماليها بسائط طيّبة ومزارع وبينها وبين البحر عشرة أميال. وساحلها وادي ماسين، وهو نهر كثير الثمار، وله مرسى مأمون وعليه حصنان و.... ومدينة ندرومة مسوّرة جليلة لها نهر وبساتين وفيها من جميع الثمار، (و لها سور ومساجد وجامع)». في وقت الإدريسي، في القرن 12، كانت ندرومة مدينة مزدهرة، تحيط بها الجدران وكان سوقها ذو أهمية.
بنيت ندرومة على ظهر جبل فلاوسن من قبل مؤسس سلالة الموحدين عبد المؤمن بن علي في 1150 على أنقاض مدينة بربرية. عاش أمراء سلالة الزيانيون الحاكمة في ندرومة. كانت موضوع النزاع بين الزيانيون والمرينيون. غيرت المدينة تحالفها وفقا لمصالحها. رحبت ندرومة بالعديد من اللاجئين الأندلسيين بعد سقوط الأندلس. كانت مركز صناعة نسيج مهم في القرن السادس عشر.

### أفرودة المدينة

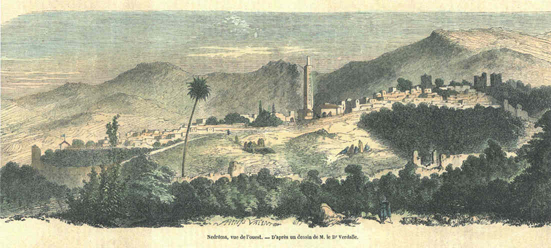

بدأ التأثير الأندلسي في القرن الثاني عشر، بعد سقوط الأندلس في شبه الجزيرة الإيبيرية وبدأت قوة الموحدين في الانخفاض، بعد معركة العقاب. انتهت إعادة الاستيلاء في عام 1492 من قبل إيزابيلا الأولى ملكة قشتالة، ما تسبب في هجرة الأندلسيين إلى شمال أفريقيا، والتي هي مصدر وأصل المجتمع الأندلسي، بالإضافة إلى معرفتهم بالموسيقى والشعر. وقد أبقى بعضهم مفاتيح منازلهم المهجورة في الأندلس. كان لندرومة عدة تبادلات مع مسلمي إسبانيا حيث كانت مصدر مساعدات عسكرية ضد الاستيلاء المسيحي من خلال جيوش الموحدين.
تعزز التأثير الأندلسي أيضا من خلالا الموجة الثانية من اللاجئون المورسكيون، في أعقاب قرار طرد الموريسكيين من إسبانيا الصادر في 22 سبتمبر 1609. وهي من بين عدد قليل من المدن التي حافظت على التراث الأندلسي، كما يتضح من هذا Guillermo Rittwagen، عالم اللغة الإسبانية والعربية والناقد الإسباني الشهير في أوائل القرن العشرين.

## إدارة

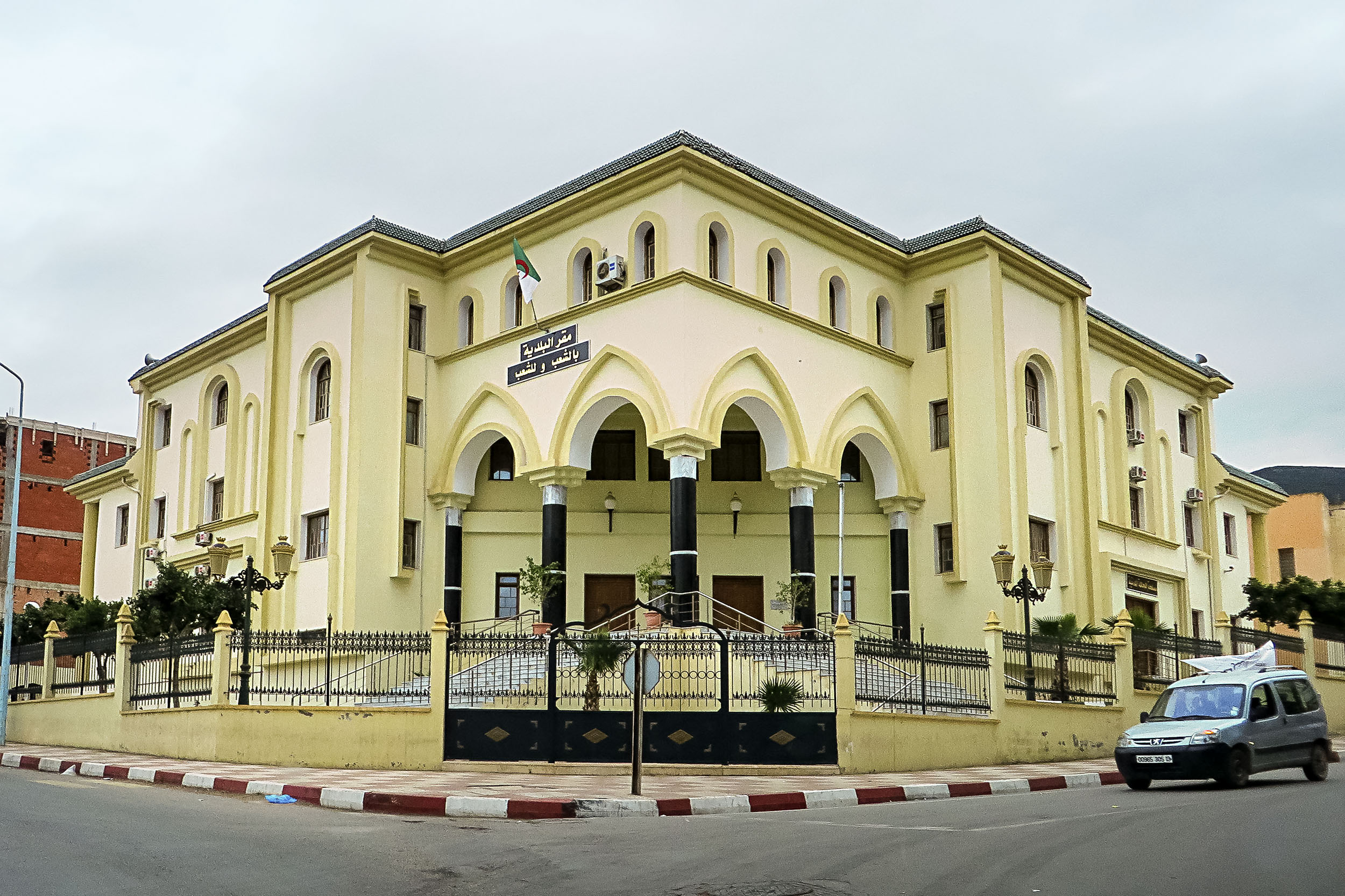
مقر بلدية ندرومة

كانت مقرًا لسوق مهم في منتصف القرن التاسع عشر، عاصمة لبلدية ندرومة المختلطة التي أٌنشأت بموجب مرسوم حكومي بتاريخ 30 ديسمبر 1880.
أنشئ المركز كبلدية بموجب مرسوم صادر في 4 ديسمبر 1956 وتم تحديد أراضي قبيلة ندرومة بموجب مرسوم صادر في 29 فبراير 1868 وتتشكل في دوار واحد

## ديمغرافيا
ووفقا للتعداد العام للسكان والمساكن لعام 2008، يقدر عدد سكان بلدة ندروما ب 438 32 نسمة مقابل 333 14 نسمة في عام 1977
| 1977   | 1987   | 1998   | 2008   |
| ------ | ------ | ------ | ------ |
| 399 14 | 646 21 | 631 22 | 498 32 |

## معالم
| حمام البالي     | Bain Maure Nedroma 02                                               |
| القصبة          | Rempart de la Casbah NEDROMA 08                                     |
| مسجد القدارين   | Mosquée des Gueddarines 02                                          |
| مسجد سيدي منديل | Mosquée de Sidi-Mendil 01                                           |
| المسجد المرابطي | Nedroma - Grande Mosquée Mourabitine ندرومة - مسجد المرابطين الكبير |
| حي التربيعة     | Nedroma - Tarbiaa حي التربيعة بندرومة 2                             |

## أعلام
- عبد العزيز بوتفليقة
- إلياس زرهوني
- عبد اللطيف رحال
- نورالدين يزيد زرهوني